# Grateley (stacja kolejowa)
Grateley – stacja kolejowa we wsi Grateley w hrabstwie Hampshire na linii kolejowej West of England Main Line. Stacja bez sieci trakcyjnej.

## Ruch pasażerski
Stacja obsługuje ok. 122 492 pasażerów rocznie (dane za rok 2021/2022). Posiada bezpośrednie połączenia z Exeterem, Londynem Waterloo i Salisbury. Pociągi odjeżdżają ze stacji w odstępach godzinnych w każdą stronę. 

## Obsługa pasażerów
Automat biletowy, kasa biletowa, przystanek autobusowy, parking na 258 miejsc samochodowych i 13 rowerowych.